# جزر القمر في الألعاب الأولمبية الصيفية 2012
شاركت جزر القمر للمنافسة في دورة ألعاب أولمبية صيفية 2012، لندن المملكة المتحدة، في الفترة من 27 يوليو - 12 أغسطس 2012. و دخلت ب 3 رياضي في 2 رياضة

## مقالات ذات صلة
- الوطن العربي في الألعاب الأولمبية الصيفية 2012